# Жаркое из капусты и картофеля

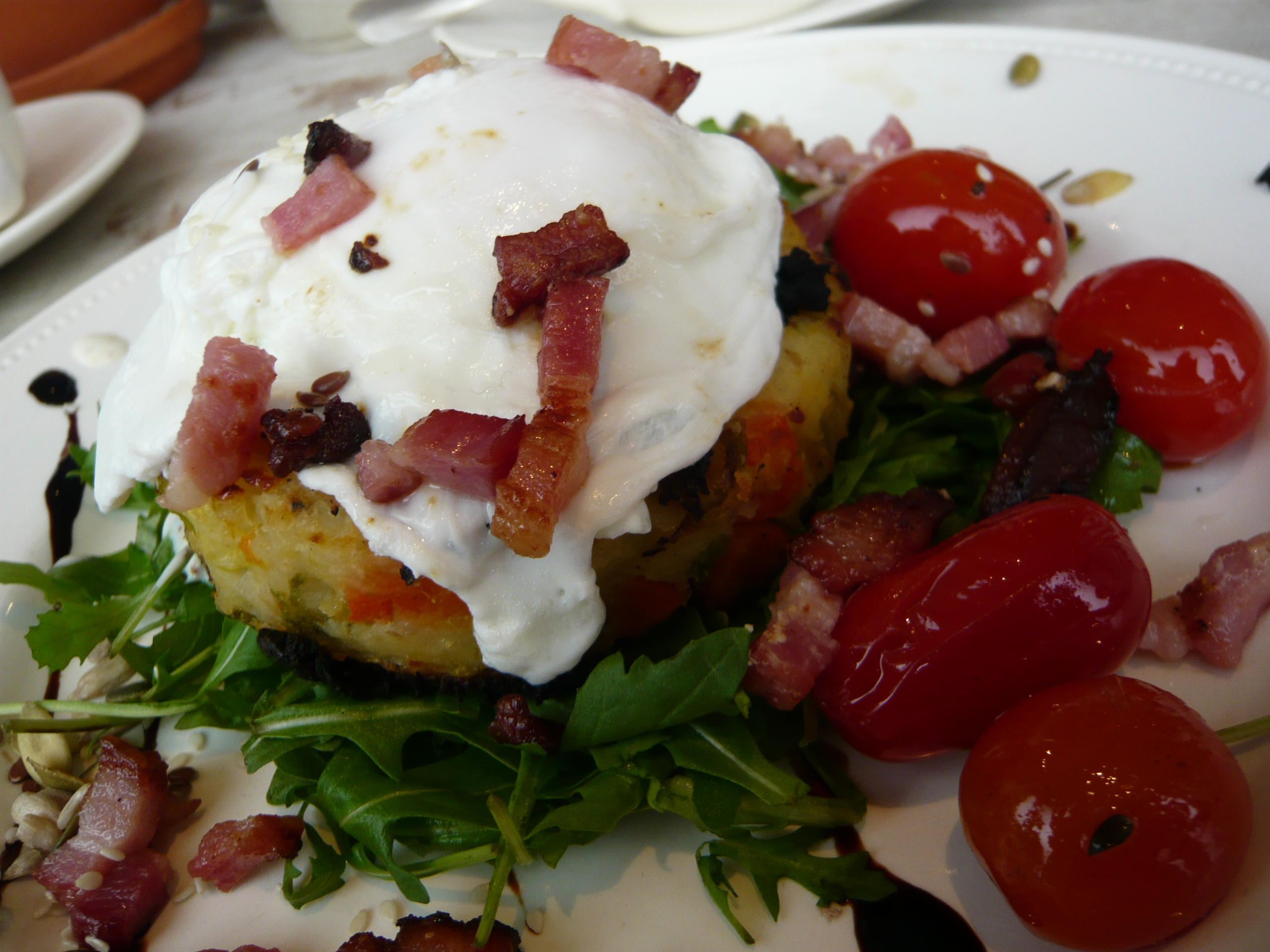
Жаркое из капусты и картофеля с яйцом пашот

Жаркое из капусты и картофеля (англ. Bubble and squeak, дословно — ««бульканье и писк»») — традиционное английское блюдо с жареными овощами, подаваемое в традиционный для Великобритании воскресный обед.

## Ингредиенты
Основными ингредиентами жаркого из капусты и картофеля являются капуста и картофель. В блюдо можно добавлять морковь, горох, брюссельскую капусту или любые другие имеющиеся под рукой овощи.

## Технология приготовления
Нарезанные овощи (можно добавлять также охлаждённое рубленое мясо) обжариваются на сковороде вместе с картофельным пюре или измельчённым картофелем, пока смесь не позолотится по бокам.
Название блюда в дословном переводе с английского означает «Бульканье и писк». Это название пошло от того, что капуста в процессе приготовления булькает и издает скрипящие звуки. Блюдо часто подается с холодным мясом (воскресное жаркое), маринадом или соусом, или как часть полного ирландского завтрака.
Ранее в жаркое традиционно добавляли мясо, в настоящее время это блюдо часто готовят без мяса. Самый ранний известный рецепт этого блюда описывается в кулинарной книге Новая система домашней кулинарии, написанной в 1806 году Марией Элизой Кетлби Ранделл.
Жаркое из капусты и картофеля готовится в основном в Англии (в Шотландии и Ирландии есть похожие блюда), в некоторых других странах Содружества и США.
Жаркое из капусты и картофеля было популярным блюдом во время Второй Мировой войны, так как оно было простым в приготовлении. Для блюда брали любые имеющиеся овощи, что было важным в годы нехватки продуктов, когда они подлежали нормированию.

## Похожие блюда
В разных странах имеются похожие на английское жаркое блюда:
- Panackelty в Северо-Восточной Англии;
- Рамбледетампс, стовис и клапшот в Шотландии;
- Колканнон в Ирландии;
- Стумп в Бельгии;
- Calentao в Колумбии;
- Biksemad в Дании;
- Bauernfrühstück в Германии и Австрии;
- Стамппот в Нидерландах;
- Тринчат в Сердань, в Каталонии, на северо-востоке Испании и Андорры;
- Питтипанна в Швеции, Норвегии и Финляндии;
- Pav bhaji в Вест-Индии.